# Сборная Германии по футболу (до 17 лет)
Сборная Германии по футболу до 17 лет принимает участие в чемпионатах мира среди юношеских команд и чемпионатах Европы среди юношей. Собирается из игроков не старше 17, 16 и 15 лет. Четыре раза выигрывала чемпионаты Европы в 1984, 1992, 2009, 2023 а также пять раз была в финале: 1982, 1991, 2011, 2012, 2015. Нынешним главным тренером является Марк Майстер.

## Состав

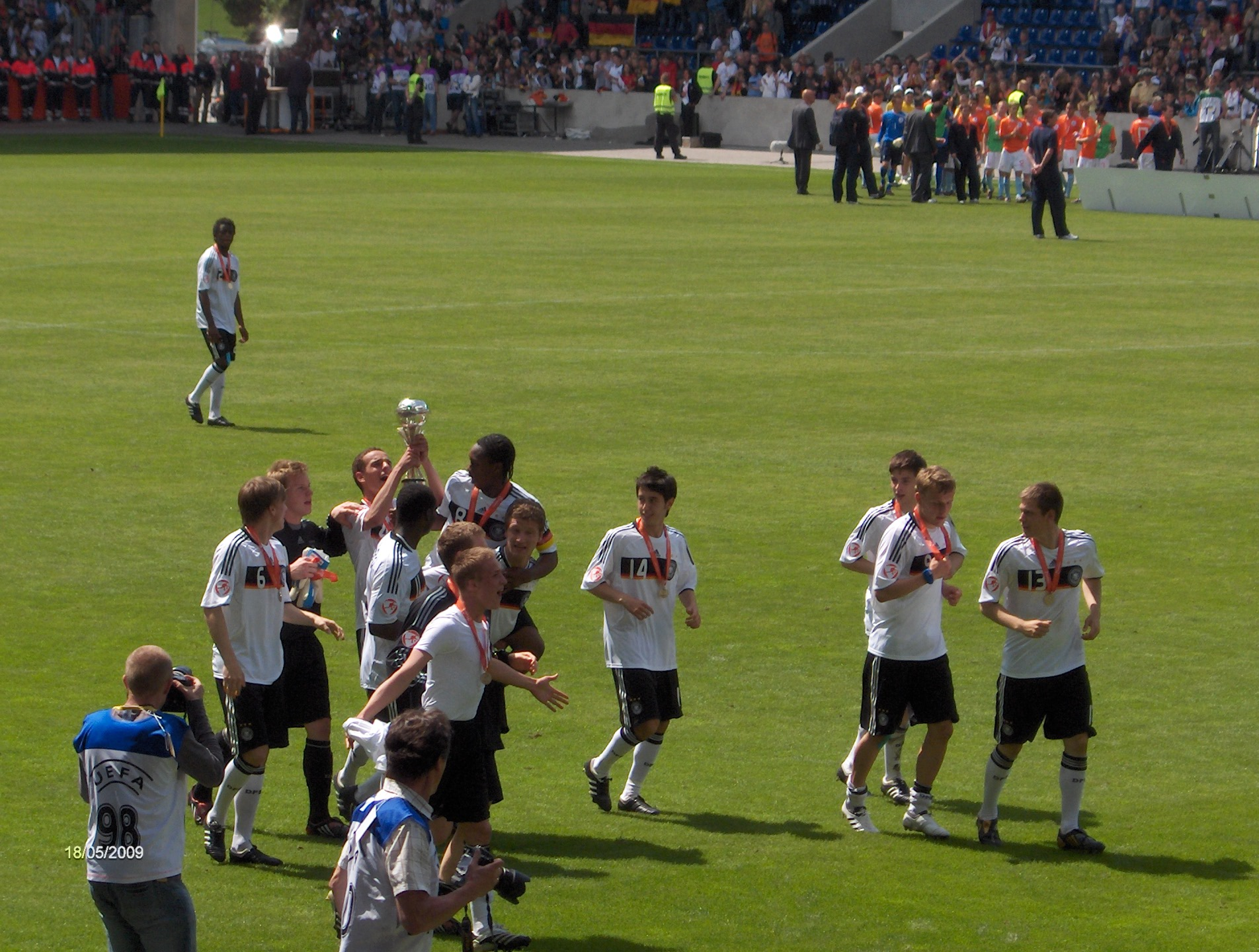
Сборная Германии празднует победу на чемпионате Европы 2009 (до 17 лет)

## Достижения
- Чемпионат мира
  -  Чемпионы (1): 2023
  -  Финалисты (1): 1985
  -  Бронзовый призёр (2): 2007, 2011
- Чемпионат Европы
  -  Чемпионы (4): 1984, 1992, 2009, 2023
  -  Финалисты (6): 1982, 1989*, 1991, 2011, 2012, 2015
  -  Бронзовый призёр (6): 1988*, 1995, 1997, 1999, 2016, 2017

- * — как сборная ГДР